# Sioux Falls Skyforce 2018-2019
La stagione 2018-19 dei Sioux Falls Skyforce fu la 13ª nella NBA D-League per la franchigia.
I Sioux Falls Skyforce arrivarono terzi nella Midwest Division con un record di 24-26, non qualificandosi per i play-off.

## Roster
| N° | Naz.                   | Ruolo | Sportivo          | Anno | Alt. | Peso |
| -- | ---------------------- | ----- | ----------------- | ---- | ---- | ---- |
| 0  | Stati Uniti (bandiera) | G     | Duke Mondy        | 1990 | 193  | 93   |
| 0  | Stati Uniti (bandiera) | G     | Brianté Weber     | 1992 | 188  | 75   |
| 1  | Stati Uniti (bandiera) | G     | Bubu Palo         | 1991 | 185  | 79   |
| 2  | Stati Uniti (bandiera) | GA    | Duncan Robinson   | 1994 | 203  | 98   |
| 3  | Stati Uniti (bandiera) | G     | Gary Talton       | 1990 | 185  | 75   |
| 3  | Stati Uniti (bandiera) | G     | Jarvis Threatt    | 1993 | 188  | 77   |
| 4  | Stati Uniti (bandiera) | G     | Charles Cooke     | 1994 | 196  | 89   |
| 5  | Stati Uniti (bandiera) | G     | Rodney Purvis     | 1994 | 193  | 93   |
| 6  | Stati Uniti (bandiera) | G     | Jarrett Jack      | 1983 | 191  | 89   |
| 6  | Stati Uniti (bandiera) | A     | Raphiael Putney   | 1990 | 208  | 84   |
| 7  | Stati Uniti (bandiera) | G     | Connor Burchfield | 1995 | 193  | 80   |
| 7  | Stati Uniti (bandiera) | G     | Malik Newman      | 1997 | 191  | 86   |
| 7  | Stati Uniti (bandiera) | G     | Harry Rafferty    | 1993 | 183  | 82   |
| 8  | Stati Uniti (bandiera) | G     | Gerard Tarin      | 1996 | 191  | 86   |
| 9  | Stati Uniti (bandiera) | A     | Jarnell Stokes    | 1994 | 201  | 113  |
| 9  | Stati Uniti (bandiera) | A     | Emanuel Terry     | 1996 | 206  | 100  |
| 10 | Stati Uniti (bandiera) | A     | Yante Maten       | 1996 | 203  | 109  |
| 11 | Stati Uniti (bandiera) | G     | Austin Chatman    | 1993 | 183  | 79   |
| 11 | Stati Uniti (bandiera) | A     | Marcus Lee        | 1994 | 201  | 97   |
| 13 | Stati Uniti (bandiera) | G     | Marcus Posley     | 1994 | 185  | 91   |
| 13 | Stati Uniti (bandiera) | A     | Kyle Washington   | 1993 | 206  | 102  |
| 23 | Stati Uniti (bandiera) | G     | C.J. Anderson     | 1996 | 198  | 94   |
| 23 | Stati Uniti (bandiera) | G     | DeAndre Liggins   | 1988 | 198  | 95   |
| 30 | Stati Uniti (bandiera) | G     | Duke Mondy        | 1990 | 193  | 93   |

## Staff tecnico
- Allenatore: Nevada Smith
- Vice-allenatori: Kasib Powell, Brain Lankton
- Preparatore atletico: Ian Lackey